# Lőrinc
Lőrinc či Lőrincz je maďarské mužské antroponymum (osobní jméno). Svátek slaví 10. srpna, 5. září, nebo také 21. července.

## Etymologie
Jedná se o maďarizovanou podobu latinského jména Laurentius, tj. v češtině Vavřinec. Jméno pochází z adaptace latinského antroponyma „Laurentius“ (tj. pocházející z Laurenta, starověkého římského města Latium vetus / „Laurus“), případně od přídavného jména „Laurentius“, tj. ověnčen (korunován) vavřínem.

## Někteří nositelé jména
- Lőrinc Barabás (* 1983), maďarský jazzový trumpetista a skladatel
- Lőrinc Galgóczi (* 1911 - ?), maďarský házenkář, soutěžil na Letních olympijských hrách 1936
- Lőrinc Hurta, maďarský mecenáš
- Lőrinc Jankovich (1907–1990), maďarský žokej
- Lőrinc Mészáros (* 1966), maďarský kontroverzní politik
- Lőrinc Nacsa (* 1990), maďarský politik
- Lőrinc Schlauch (1824–1902), uherský maďarský kardinál
- Lőrinc Szabó (1900–1957), maďarský básník a překladatel
- Lőrinc Szapáry (1900–1957), uherský šlechtic a rakousko-uherský diplomat
- Lőrinc Wathay († 1573), maďarský šlechtic a kastelán hradu Csesznek

## Jako příjmení
Jméno Lőrinc (Lorinc) či Lőrincz se vyskytuje také jako příjmení:
- John Lorinc, kanadský novinář a spisovatel
- Krisztina Lőrinczová, handicapovaná sportovkyně
- Šlomo Lorinc, izraelský politik maďarského původu

## Ostatní
- Lőrinc pap tér, náměstí v VIII. obvodu Budapešti